# 栋田康幸
栋田康幸（日语：／ Muneta Yasuyuki，1981年2月10日—），日本男子柔道运动员。他曾代表日本参加2002年和2006年亚洲运动会柔道比赛，获得二枚金牌。他也曾参加1999年夏季世界大学生运动会。